# 바크리 (이탈리아)
바크리(이탈리아어: Vacri)는 이탈리아 아브루초주 키에티도에 있는 코무네이다.